# Saint-Martin-Curton
Saint-Martin-Curton – miejscowość i gmina we Francji, w regionie Nowa Akwitania, w departamencie Lot i Garonna.
Według danych na rok 1990 gminę zamieszkiwały 232 osoby, a gęstość zaludnienia wynosiła 6 osób/km² (wśród 2290 gmin Akwitanii Saint-Martin-Curton plasuje się na 945. miejscu pod względem liczby ludności, natomiast pod względem powierzchni na miejscu 188.).